# Panphagia
Panphagia – rodzaj wczesnego dinozaura z grupy zauropodomorfów. Żył w późnym triasie na terenie dzisiejszej Ameryki Południowej. Jego szczątki odnaleziono w karnickich warstwach formacji Ischigualasto w północno-zachodniej Argentynie, w osadach liczących około 228,3 mln lat. Został opisany w 2009 roku przez Ricarda Martíneza i Oscara Alcobera w oparciu o fragment czaszki, kręgi, kości obręczy kończyn górnych i dolnych oraz zęby z kości zębowej (PVSJ 874). Zgodność rozmiarów różnych kości oraz brak dwóch takich samych kości wskazują na fakt, iż pochodzą one od jednego osobnika. Martínez i Alcober wskazują na podobieństwo w rozmiarach szkieletu i proporcjach między Panphagia i eoraptorem, stwierdzają jednak, iż Panphagia była nieco większa, bardziej wydłużona i miała stosunkowo krótsze kończyny przednie. Osobnik, którego kości odkryto mierzył około 130 cm długości.

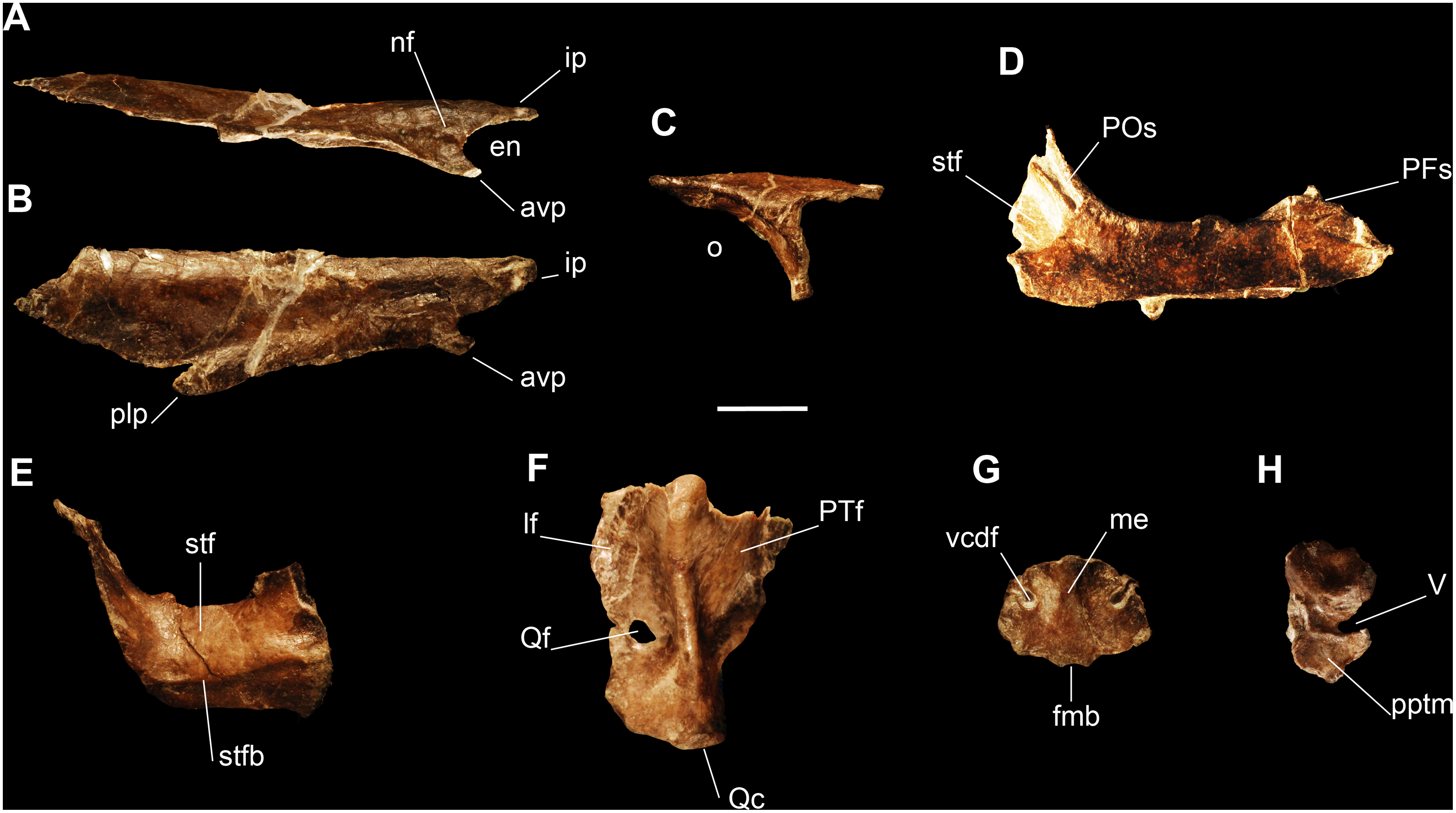
Kości czaszki Panphagia protos (PVSJ 874)

Według analiz filogenetycznych przeprowadzonych przez Martíneza i Alcobera Panphagia protos to najbardziej bazalny ze wszystkich znanych zauropodomorfów. Późniejsze analizy wykonane przez Ezcurrę nie wsparły jednak takiej hipotezy, zasugerowały natomiast, że Panphagia należy do kladu Guaibasauridae, będącego jedną z najstarszych linii ewolucyjnych zauropodomorfów. Na podstawie obecności skamieniałości Panphagia w dolnokarnickich osadach, Martínez i Alcober sugerują, że zauropodomorfy wyewoluowały w środkowym, a nie dopiero w późnym triasie.
Nazwa Panphagia pochodzi od greckich słów pan („wszystko”) oraz phagein („jeść”), ze względu na przypuszczalną wszystkożerność dinozaura, będącą prawdopodobnie stadium przejściowym pomiędzy drapieżnictwem a roślinożernością. Nazwa gatunkowa gatunku typowego, protos, oznaczająca „pierwszy”, odnosi się do faktu, iż jest to najstarszy i zarazem najbardziej bazalny (według Martíneza i Alcobera) znany zauropodomorf.